# Dužistopka

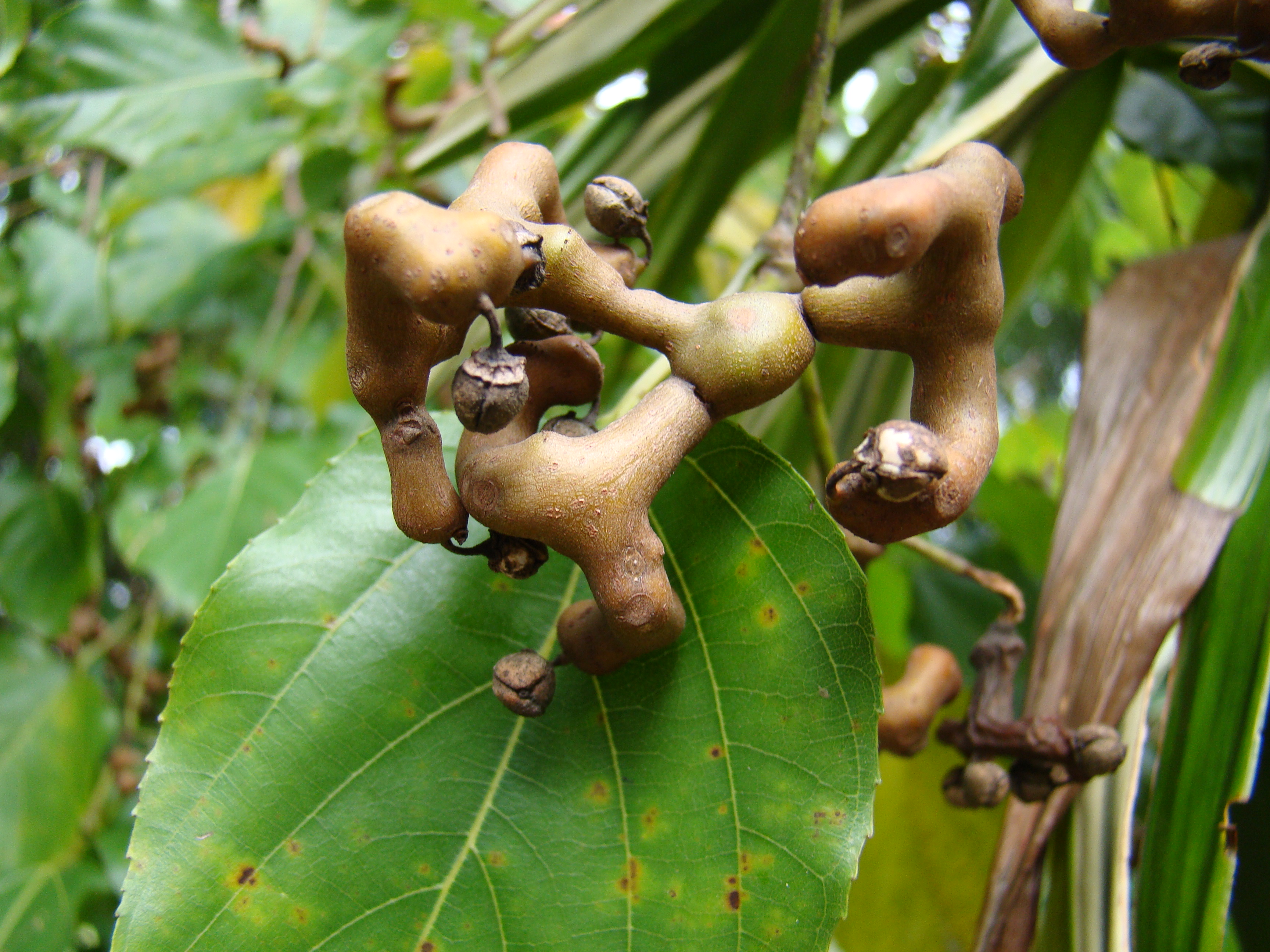
Plod dužistopky

Dužistopka (Hovenia) je rod rostlin patřící do čeledě řešetlákovité (Rhamnaceae). Zahrnuje 7 druhů opadavých, beztrnných keřů nebo malých stromů, vyskytujících se v jižní a východní Asii. Plody se vyznačují jedlou zdužnatělou stopkou.

## Vybrané druhy
- Hovenia acerba

syn. Hovenia kiukiangensis
- Hovenia dulcis Thunb.

syn. Hovenia inaequalis DC.
- Hovenia parviflora
- Hovenia pubescens
- Hovenia robusta
- Hovenia tomentella
- Hovenia trichocarpa

## Použití
Dužistopku sladkou (Hovenia dulcis) lze použít v ČR jako okrasnou rostlinu, nejlépe se jí daří na výslunných stanovištích. Plody jsou jedlé a zejména po usušení velmi chutné, chutí připomínají rozinky. Listy se používají v čínské medicíně k léčbě jaterních chorob. Tyto stromy mají rovněž sbírkový význam.